# Rue Bernard-et-Mazoyer
La rue Bernard-et-Mazoyer à Aubervilliers, est une voie de circulation du centre de cette ville.

## Situation et accès
Elle rencontre notamment l'avenue de la République et la rue de la Commune-de-Paris, anciennement rue de Paris.

## Origine du nom

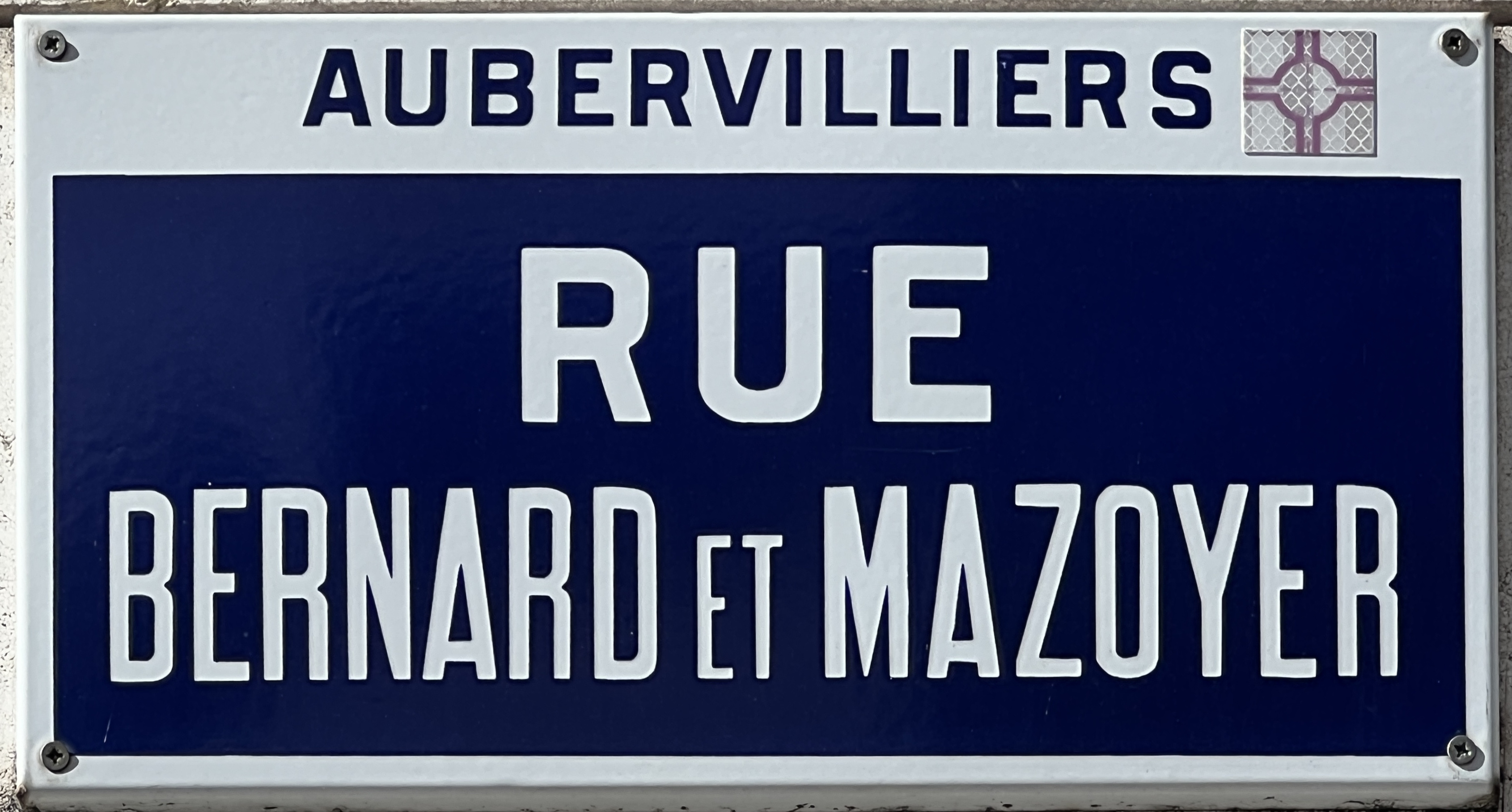
Plaque Rue Bernard et Mazoyer

Elle rend hommage aux gardiens de la Paix Maurice Bernard et Fernand Mazoyer, tués en août 1944, dans l'exercice de leur mission, respectivement rue Solférino et avenue Jean-Jaurès.

## Historique
Cette rue qui s'appelait autrefois « rue du Midi » a été renommée « rue Bernard-et-Mazoyer » le 31 août 1945.

## Bâtiments remarquables et lieux de mémoire

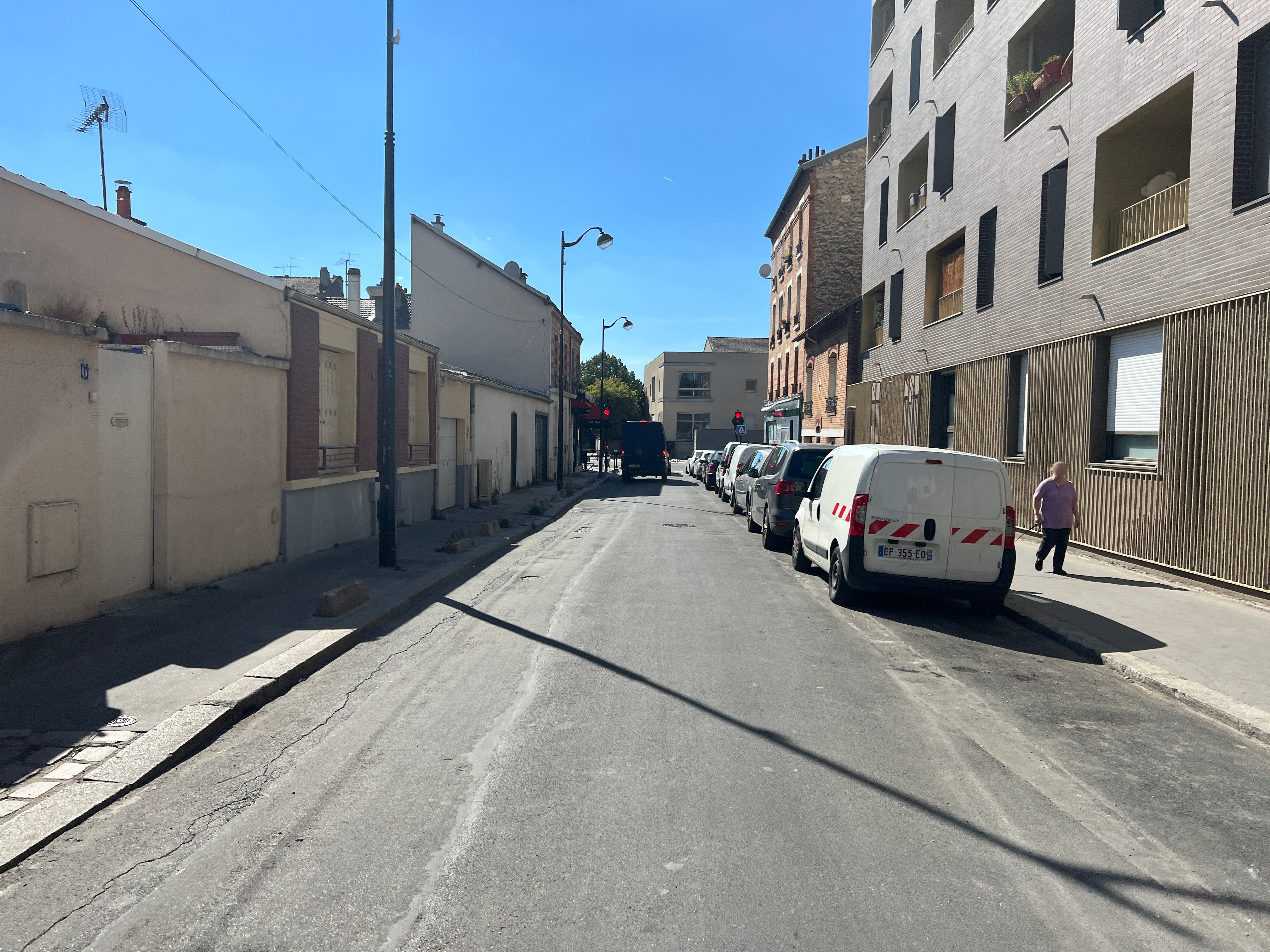
La rue en juillet 2022.

- À l'angle de l'avenue de la République se trouvait un dépôt de tramways[1], construit en 1898, lors de l’électrification de la ligne[6].
- Square Stalingrad, aménagé à la fin du XIXe siècle, et agrandi en 1924 avec l'emplacement de ce dépôt[7], et où se trouve le Théâtre de la Commune.
- Tribunal d'Instance Aubervilliers